# Psammastacus perplexus
Psammastacus perplexus är en kräftdjursart. Psammastacus perplexus ingår i släktet Psammastacus och familjen Cylindropsyllidae. Inga underarter finns listade i Catalogue of Life.